# Junioreuropamästerskapet i ishockey 1990
Junioreuropamästerskapet i ishockey 1990 var 1990 års upplaga av turneringen.

## Grupp A
spelades under perioden 4-11 april 1990 i Örnsköldsvik och Sollefteå i Sverige.

### Första omgången
grupp 1
| Lag              | Sverige | Sovjetunionen | Polen | Västtyskland | gjorda mål/insläppta mål | poäng |
| ---------------- | ------- | ------------- | ----- | ------------ | ------------------------ | ----- |
| 1. Sverige       | —       | 3-1           | 11-4  | 9-2          | 23-07                    | 6     |
| 2. Sovjetunionen | 1-3     | —             | 7-0   | 14-1         | 22-04                    | 4     |
| 3. Polen         | 4-11    | 0-7           | —     | 8-6          | 12-24                    | 2     |
| 4. Västtyskland  | 2-9     | 1-14          | 6-8   | —            | 09-31                    | 0     |

grupp 2
| Lag                | Tjeckoslovakien | Finland | Norge | Schweiz | gjorda mål/insläppta mål | poäng |
| ------------------ | --------------- | ------- | ----- | ------- | ------------------------ | ----- |
| 1. Tjeckoslovakien | —               | 6-2     | 9-1   | 7-0     | 22-03                    | 6     |
| 2. Finland         | 2-6             | —       | 7-2   | 6-0     | 15-08                    | 4     |
| 3. Norge           | 1-9             | 2-7     | —     | 8-4     | 11-20                    | 2     |
| 4. Schweiz         | 0-7             | 0-6     | 4-8   | —       | 04-21                    | 0     |

### Andra omgången
Slutspelsserien
| Lag                | Sverige | Sovjetunionen | Tjeckoslovakien | Finland | Norge | Polen  | gjorda mål/insläppta mål | poäng |
| ------------------ | ------- | ------------- | --------------- | ------- | ----- | ------ | ------------------------ | ----- |
| 1. Sverige         | —       | (3-1)         | 3-3             | 2-1     | 7-0   | (11-4) | 26-09                    | 9     |
| 2. Sovjetunionen   | (1-3)   | —             | 5-2             | 9-1     | 12-5  | (7-0)  | 34-11                    | 8     |
| 3. Tjeckoslovakien | 3-3     | 2-5           | —               | (6-2)   | (9-1) | 13-2   | 34-13                    | 7     |
| 4. Finland         | 1-2     | 1-9           | (2-6)           | —       | (7-2) | 8-4    | 19-24                    | 4     |
| 5. Norge           | 0-7     | 5-12          | (1-9)           | (2-7)   | —     | 12-2   | 20-37                    | 2     |
| 6. Polen           | (4-11)  | (0-7)         | 2-13            | 4-8     | 2-12  | —      | 12-51                    | 0     |

Match om sjunde plats
| Västtyskland | 5-2 (0-1, 4-1, 1-0) | 1-4 (0-1, 1-2, 0-1) | 4-3 (3-1, 1-1, 0-1) | Schweiz |  |

Schweiz nedflyttade till 1991 års B-grupp.

## Priser och utmärkelser
- Poängkung  Vjatjeslav Kozlov, Sovjetunionen (19 poäng)
- Bästa målvakt: Rolf Wanhainen, Sverige
- Bästa försvarare: Ivan Droppa, Tjeckoslovakien
- Bästa anfallare: Vjatjeslav Kozlov, Sovjetunionen

## Grupp B
spelades under perioden 21-30 mars 1990 i Val Gardena i Italien.
| Lag              | Frankrike | Italien | Rumänien | Jugoslavien | Österrike | Danmark | Nederländerna | Spanien | gjorda mål/insläppta mål | poäng |
| ---------------- | --------- | ------- | -------- | ----------- | --------- | ------- | ------------- | ------- | ------------------------ | ----- |
| 1. Frankrike     | —         | 3-2     | 1-1      | 6-1         | 5-3       | 5-5     | 14-3          | 17-1    | 51-16                    | 12    |
| 2. Italien       | 2-3       | —       | 5-5      | 7-3         | 6-0       | 9-6     | 6-2           | 10-1    | 45-20                    | 11    |
| 3. Rumänien      | 1-1       | 5-5     | —        | 5-5         | 4-2       | 5-2     | 6-1           | 8-5     | 34-21                    | 11    |
| 4. Jugoslavien   | 1-6       | 3-7     | 5-5      | —           | 4-2       | 6-5     | 1-1           | 6-5     | 26-31                    | 08    |
| 5. Österrike     | 3-5       | 0-6     | 2-4      | 2-4         | —         | 4-2     | 7-3           | 7-2     | 25-26                    | 06    |
| 6. Danmark       | 5-5       | 6-9     | 2-5      | 5-6         | 2-4       | —       | 2-1           | 12-3    | 34-33                    | 05    |
| 7. Nederländerna | 3-14      | 2-6     | 1-6      | 1-1         | 3-7       | 1-2     | —             | 5-4     | 16-40                    | 03    |
| 8. Spanien       | 1-17      | 1-10    | 5-8      | 5-6         | 2-7       | 3-12    | 4-5           | —       | 21-65                    | 0     |

Frankrike uppflyttade till 1991 års A-grupp. Spanien nedflyttade till 1991 års C-grupp, men undvek senare att åka ur då man fick Östtysklands  plats efter Tysklands återförening i oktober 1990.

## Grupp C
spelades under perioden 8-11 mars 1990 i Sofia i Bulgarien.
| Lag               | Östtyskland | Ungern | Storbritannien | Bulgarien | gjorda mål/insläppta mål | poäng |
| ----------------- | ----------- | ------ | -------------- | --------- | ------------------------ | ----- |
| 1. Östtyskland    | —           | 9-4    | 10-0           | 16-0      | 35-04                    | 6     |
| 2. Ungern         | 4-9         | —      | 7-1            | 5-4       | 16-14                    | 4     |
| 3. Storbritannien | 0-10        | 1-7    | —              | 6-3       | 07-20                    | 2     |
| 4. Bulgarien      | 0-16        | 4-5    | 3-6            | —         | 07-27                    | 0     |

Inget lag uppflyttat; Östtyskland vann gruppen och var först tänkta att gå upp, vilket aldrig skedde på grund av Tysklands återförening i oktober 1990.

### Fotnoter
1. ↑  ”Championnat d'Europe 1990 des moins de 18 ans” (på franska). Hockeyarchives. 11 mars 1990. http://www.passionhockey.com/hockeyarchives/U-18_1990.htm. Läst 30 november 2014.